# Nicolas Reidtler
Nicolas Reidtler (* 5. Dezember 1947 in Cagua) ist ein ehemaliger venezolanischer Radrennfahrer.

## Sportliche Laufbahn
Reidtler war Straßenradsportler und auch im Bahnradsport aktiv. Er war Teilnehmer der Olympischen Sommerspiele 1976 in Montreal. Im olympischen Straßenrennen schied er aus. Bei den Panamerikanischen Spielen 1970 wurde er 15. im Straßenrennen. 1967 und 1971 gewann er die Vuelta a Venezuela. 1971 gewann er auch das Rennen Clásico Virgen de la Consolación de Táriba. In der Vuelta al Táchira wurde er hinter Martin Emilio Rodríguez Zweiter und gewann zwei Etappen. Weitere Etappensiege in dieser Rundfahrt holte er 1972 (4. Gesamtrang), 1973 (dreifach und 2. Gesamtrang), 1975 (vierfach und 2. Gesamtrang). 1976 und 1977 wurde er zum vierten bzw. fünften Mal Zweiter des Rennens. Bei den Straßenradsport-Weltmeisterschaften 1977 wurde er 21. und damit bester Fahrer aus Venezuela.
1978 wurde er bei einem Autounfall schwer verletzt und musste seine Karriere aufgeben. In seinem Heimatort Cagua ist die Straße Calle Nicolás Reidtler nach ihm benannt. Er wurde (unter der Schreibweise Reytler) mit einer lebensgroßen Statue auf dem Monumento al Ciclismo del Táchira geehrt, einem Denkmal der Vuelta al Táchira, bei der er zahlreiche Etappen gewann und fünfmal Zweiter wurde.